# 1945 ve filmu

## Nejvýdělečnější filmy roku
| Pořadí | Název                   | Země | Tržba (v dolarech) |
| ------ | ----------------------- | ---- | ------------------ |
| 1.     | Mom and Dad             | USA  | 16 000 000         |
| 2.     | The Bells of St. Mary's | USA  | 8 000 000          |
| 3.     | Leave Her to Heaven     | USA  | 5 505 000          |

## Zahraniční filmy
- Rozdvojená duše (režie: Alfred Hitchcock)
- Zvony od svaté Marie (režie: Leo McCarey)
- The Valley of Decision (režie: Tay Garnett)
- Přízraky noci (režie: Alberto Cavalcanti, Charles Crichton, Robert Hamer, Basil Dearden)
- Caesar a Kleopatra (režie: Gabriel Pascal)
- Rozmarný duch (režie: David Lean)
- Děti ráje (režie: Marcel Carné)
- Kulička (režie: Christian-Jaque)

## Narození
- 14. ledna – Klára Jerneková, česká herečka († 31. července 2003)
- 29. ledna – Tom Selleck, americký herec
- 9. února – Mia Farrowová, americká herečka
- 16. března – Moris Issa, český scenárista a režisér
- 5. května – Jiří Svoboda, český režisér
- 18. května – Miroslav Středa, český herec
- 24. května – Priscilla Presley, americká herečka
- 31. května – Rainer Werner Fassbinder, německý režisér, scenárista a producent († 10. června 1982)
- 5. června – Evelyna Steimarová, česká herečka
- 20. června – Dana Hlaváčová, česká herečka
- 15. července – Michal Pavlata, český herec († 21. ledna 2017)
- 26. července – Helen Mirrenová, anglická herečka
- 29. července – Ivan Rajmont, český režisér († 7. prosince 2015)
- 14. srpna
  - Steve Martin, americký herec a producent
  - Wim Wenders, německý režisér, scenárista a producent
- 2. září – Ladislav Potměšil, český herec († 12. července 2021)
- 21. září – Jerry Bruckheimer, americký filmový a televizní producent
- 16. října – Miloš Vávra, český herec
- 19. října – John Lithgow, americký herec
- 11. listopadu – Dana Syslová, česká herečka
- 16. listopadu – Alena Procházková, česká herečka
- 21. listopadu – Goldie Hawnová, americká herečka
- 29. listopadu – Hana Maciuchová, česká herečka († 26. ledna 2021)

## Úmrtí
- 2. května – Betty Kysilková, česká herečka
- 10. května – Jan Sviták, český režisér
- 16. října – Ludmila Babková, česká herečka
- 30. října – Svatopluk Innemann, český režisér, scenárista, kameraman a herec

## Filmové debuty
- Silvana Mangano